# Robert Walters

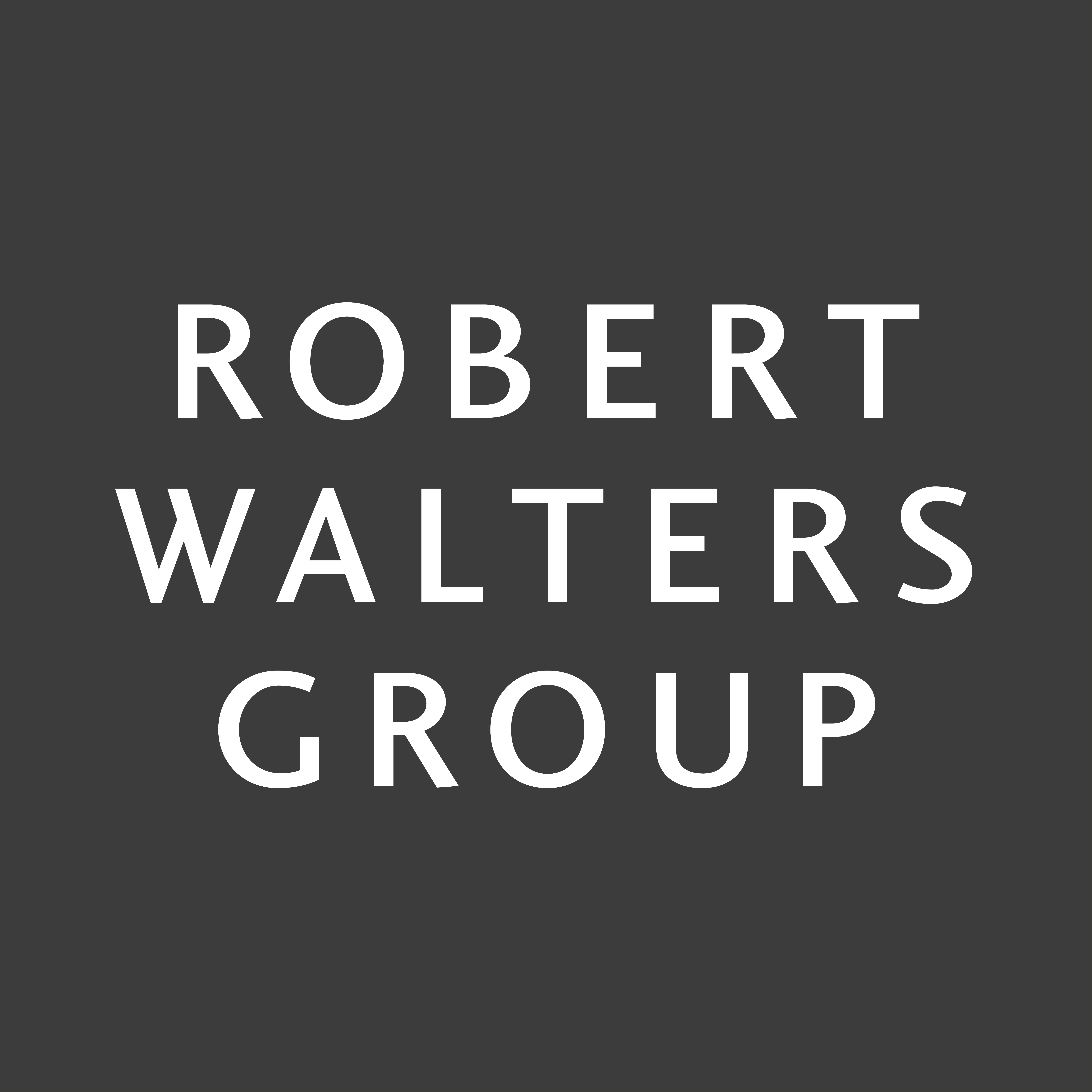
Logo du cabinet walters

Robert Walters est un cabinet de conseil international spécialisé dans le recrutement. D'origine britannique, il est notamment coté à la bourse de Londres. L'entreprise a particulièrement bien résisté à la crise de 2008-2009.
Le cabinet publie régulièrement des enquêtes et études sur le monde du travail, qui sont parfois reprises par la presse,. 